# Кродере, Сильвия Валериановна
Сильвия Валериановна Кродере (урожд. Равдоне, латыш. Silvija Ravdone-Krodere; 12 октября 1940, Лиепая, Латвийская ССР — 9 февраля 2017, Рига, Латвия) — латвийская советская баскетболистка, заслуженный мастер спорта СССР (1966).

## Биография
Окончила школу №1 города Лиепаи. Начала играть в баскетбол в 13 лет.
В 1957 году вышла на площадку в составе лиепайской «Даугавы». В 1959 году была приглашена в команду «ТТТ», в которой играла до 1969 года. В 1970—1974 годах — игрок рижского «Локомотива».
В составе TTT 10 раз (1960—1969) становилась чемпионом СССР, дважды побеждала в советских зимних соревнованиях (1959, 1963). Девять раз (1960—1962, 1964—1969) выигрывала Кубок европейских чемпионов. Дважды становилась чемпионкой Латвийской ССР (1961, 1972).
В составе сборной Латвийской ССР дважды выиграла Спартакиаду народов СССР (1963, 1967).
В сборной СССР в 1967 году одержала победу на чемпионате мира и дважды выиграла чемпионат Европы (1962, 1964). В 1965 году была игроком советской сборной, одержавшей победу на Универсиаде.
Выпускница юридического факультета Рижского университета. Работала следователем, помощником прокурора, адвокатом.
Супруг — баскетбольный судья Янис Кродерс.

## Награды и звания
Награждена орденом Трех звезд V степени (1998).